# Валени (Станишешти)
Валени (рум. Văleni) насеље је у Румунији у округу Бакау у општини Станишешти. Oпштина се налази на надморској висини од 248 m.

## Становништво
Према подацима из 2002. године у насељу је живело 76 становника, од којих су сви румунске националности.